# 가스 작동식

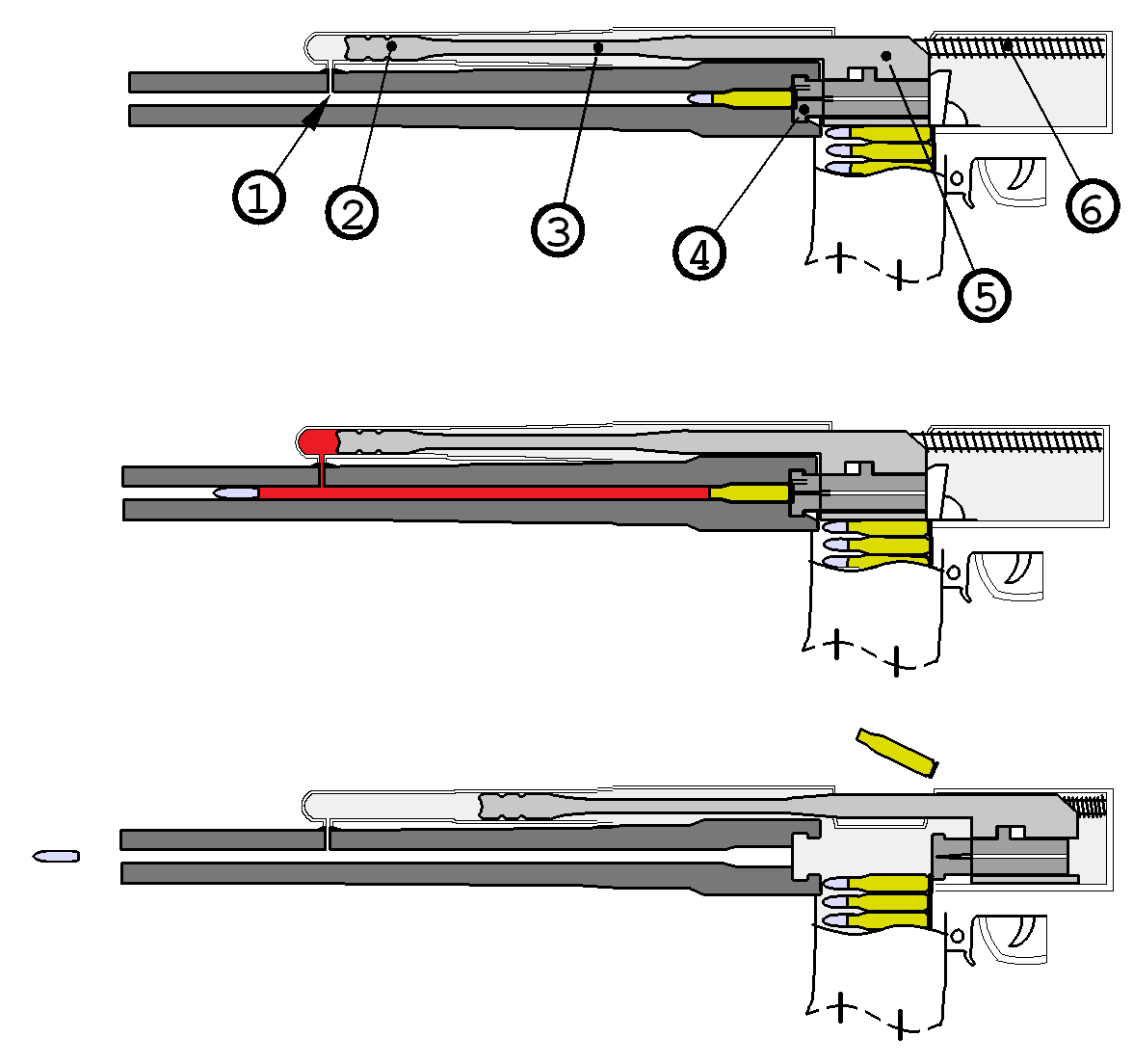
가스피스톤 방식.
1) 가스 포트, 2) 피스톤 머리, 3) 연결봉, 4) 노리쇠, 5) 노리쇠 뭉치, 6) 용수철

가스 작동식(gas-operated, gas operation, gas-actuated)은 자동화기에서 가스압을 이용해 반자동 혹은 완전자동사격이 가능하도록 하는 방법이다. 구체적으로, 노리쇠의 폐쇄를 풀고, 노리쇠 및 노리쇠 뭉치를 후퇴시키는 데 가스압이 사용된다. 가스압 작동식이라고도 불린다.
화기에서 격발 후 탄알이 총열을 지나갈 때, 노리쇠가 폐쇄(고정)된 상태로 있지 않으면 탄알이 가스압을 제대로 받지 못하고, 노리쇠의 움직임으로 인해 명중률이 떨어진다. 또한 약실 안의 압력이 높은 상태에서 탄피를 끌어내면 탄피가 찢어질 수도 있다. 따라서 탄알가 총구를 떠나기 전까진 노리쇠의 폐쇄 상태를 유지하고, 총구를 떠날 때쯤 노리쇠의 폐쇄를 풀고 노리쇠를 후퇴시키는 방법이 필요하다. 가스 작동식에서는 노리쇠 폐쇄 방법으로 회전노리쇠 방식과 틸팅 볼트 방식이 흔히 쓰이며, 노리쇠의 폐쇄를 풀고 노리쇠를 후퇴시키는 데 가스압을 사용한다.
격발전 노리쇠는 폐쇄 상태에 있다. 방아쇠를 당기면 공이치기(해머)가 공이 뒷부분을 치고, 공이 앞부분이 탄의 뇌관을 치게 된다. 이렇게 격발이 되면 탄알이 총열을 통과하게 되는데, 총열의 중간 쯤에 가스 포트가 있어 탄알가 가스 포트를 지나가면 가스가 가스 포트로 주입된다. 피스톤이나 튜브를 통해 전달된 가스압이 노리쇠 뭉치를 후퇴시킨다. 노리쇠 뭉치가 후퇴하면서 노리쇠의 폐쇄가 해제된다. (노리쇠 폐쇄 해제 원리에 대해선 회전노리쇠 방식, 틸팅 볼트 방식 항목 참조) 노리쇠의 폐쇄가 해제되면 탄피를 물고 있는 노리쇠가 노리쇠 뭉치와 함께 후퇴한다. 노리쇠가 탄피 배출구를 지날 때 차개에 의해 탄피 배출이 일어나며, 노리쇠의 뒷 부분이 공이치기를 당긴다(cocking). 노리쇠와 노리쇠 뭉치의 후퇴가 끝난 후, 용수철의 힘으로 노리쇠와 노리쇠 뭉치가 전진하면서 탄창의 탄을 약실에 밀어넣음으로써 재장전이 이루어진다.
가스 작동식은 주로 자동소총과 기관총에 널리 사용되며, 데저트 이글과 같은 소수의 권총에도 사용된다.

## 가스압 전달 방법
가스압 전달 방법으로는 가스 피스톤 방식과 가스 직동식이 있다.

## 노리쇠 폐쇄 방식
가스 작동식 자동화기에 흔히 쓰이는 노리쇠 폐쇄 방식으로는 회전 노리쇠 방식과 틸팅 볼트 방식이 있다.

## 참고 서적
- 홍희범, 《알기 쉬운 총 이야기》
- (영어) 마지오타 브래시, 《브래시의 육상 군사력 및 전투 백과사전》(Brassey's Encyclopedia of Land Forces and Warfare)
- (영어) 줄리언 S. 해처, 《해처의 공책》 (Hatcher's Notebook)

## 같이 보기
- 화기 작동 방식
- 노리쇠 뭉치